# Pierre de Faucigny
Pierre de Faucigny († 28. März 1342) war von 1311 bis 1342 Bischof von Genf. 

## Leben
Pierre de Faucigny war von 1309 bis 1311 Propst in Genf, ihm folgte sein Bruder Jacques Métral. Zwischen dem 26. und 29. Oktober 1311 wurde er vom Domkapitel zum Bischof von Genf gewählt. Von 1320 bis 1328 residierte er im Exil. Die Stadt Genf, die er von 1320 bis 1329 mit dem Interdikt belegt hatte, strebte nach zunehmender Autonomie und wurde dabei von Graf Eduard von Savoyen unterstützt. 
Er starb am 28. März 1342 und wurde im Kreuzgang der Kathedrale St. Peter bestattet.